# Моріс Фіцджеральд, 9-й герцог Лейнстер

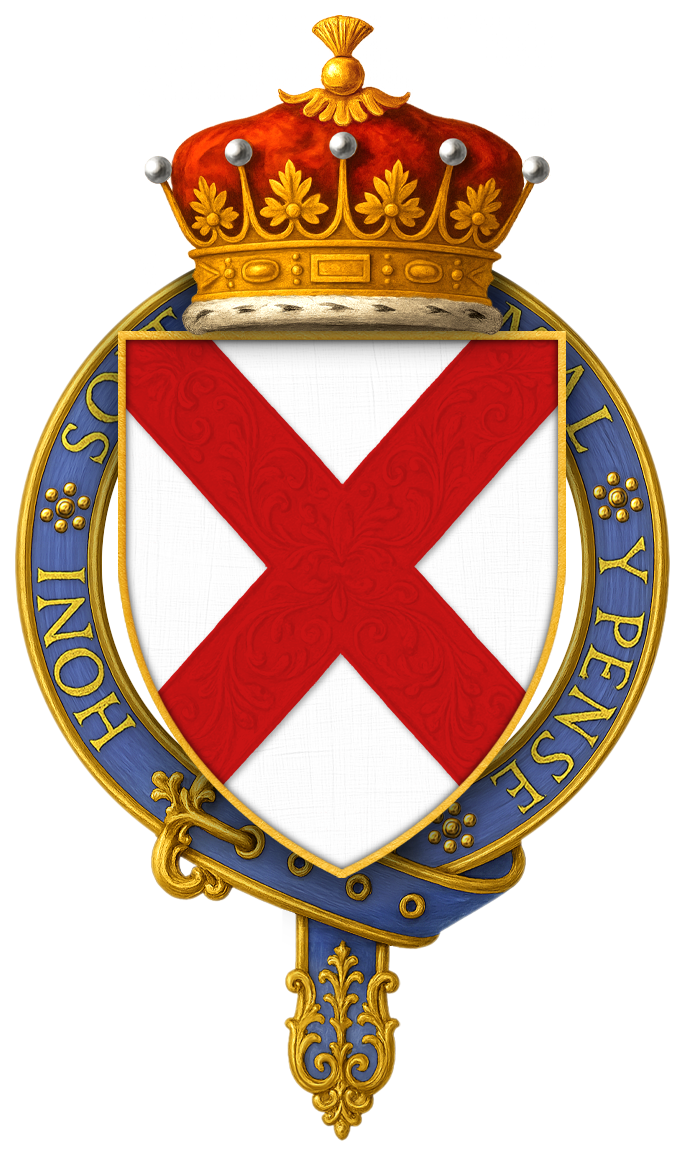
Герб герцогів Лейнстер.

Моріс ФітцДжеральд  (нар. 7 квітня 1948 р.) – IX герцог Лейнстер, граф Оффалі (1948 – 1976), маркіз Кілдер (1976 – 2004) – ірландський шляхтич, аристократ, пер Ірландії. По професії – ландшафтний дизайнер. 

## Життєпис

### Родина
Моріс ФітцДжеральд – старший син Джеральда ФітцДжеральда – VIII герцога Лейнстер та його дружини Енн – дочки полковника Філіпа Сміта. Моріс отримав освіту в школі Мілфілд в Англії. Після смерті батька в 2004 році він успадкував титул герцога Лейнстер. 

### Шлюб і діти
Моріс ФітцДжеральд одружився з Фіоною Марією Франческою Холлік 19 лютого 1972 року. У цьому шлюбі були діти:
- Томас ФітцДжеральд (1974 – 1997) – граф Оффалі. Загинув в автомобільній катастрофі.
- Леді Франческа Емілі Перселл ФітцДжеральд (нар. 6 липня 1976 р.) двох дочок: Амелію Грейс Франческу та Дейзі Емілі Матільду та сина: Руфуса Томаса Марка Гоббса.
- Леді Поліанна Луїза Клементина ФітцДжеральд (нар. в Оксфорді 9 травня 1982 р.) – неодружена.

### Спадкоємець
Оскільки син герцога загинув у 1997 році і не мав дітей, спадкоємцем титулу герцога Лейнстер став брат герцога – капітан лорд Джон ФітцДжеральд (1952 – 2015). Він отримав освіту в Мілфілді та в Королівській військовій академії Сандгерст. Служив капітаном у 5-й Королівському гвардійському драгунському полку. Пізніше викладав і став професором. Лорд Джон одружився з Барбарою Зіндел – дочкою Андреаса та Данієли Зіндел з Лозанни (Швейцарія). Шлюб відбувся в церкві святого Миколи в Чадлінгтоні, Оксфордшир 11 грудня 1982 року. Вони розлучилися в 2013 році. Лорд Джон помер 3 серпня 2015 року. Лорд мав 2 дітей:
- Герміона ФітцДжеральд (нар. в жовтні 1985 р. в Ньюмаркет, Саффолк)
- Едвард ФітцДжеральд (нар. в жовтні 1988 р. в Ньюмаркет, Саффолк) – спадкоємець титулу герцога Лейнстер.

## Суперечки щодо титулу
Виникла суперечка щодо успадкування титулу герцога Лейнстер серед нащадків V герцога Лейнстер (розвінчена Майклом Есторіком в 1981 році). Нині законним спадкоємцем титулу вважається Едвард.